# 楊杲
楊杲（607年—618年4月11日），小字季子。隋炀帝楊廣之子，母萧嫔。
大業九年（613年），年僅七歲，封為趙王。次年八月，隋炀帝巡行北疆，突厥攻雁门关，箭射到隋炀帝面前，隋炀帝害怕，抱着杨杲哭得眼睛都肿了。不久授光祿大夫，拜河南尹。楊杲聰敏，美容儀，隋煬帝寫的詞賦，多能誦之。性至孝，見煬帝不食，亦終日不食。大業十四年（618年），江都政變，宇文化及帶人入宮，楊杲時年十二歲，在楊廣身旁不停悲號哀哭，裴虔通使贼斩之于帝前，血湔御服。时年十二。蕭皇后跟宮女、宦官，用木板做一個棺材，把楊廣和楊杲置於西院流珠堂。

## 延伸阅读
[在维基数据编辑]
 《北史·卷071》，出自李延壽《北史》
 《隋書/卷59》，出自魏徵《隋书》

## 註解
1. ↑  「杲」在國語/普通話音同「稿」